# Pr-cikk
Pr-cikknek azokat a cikkeket nevezi a public relations szakma és általában a szervezeti kommunikáció, amelyek a szervezettől a sajtó felé közvetített, hírértékűvé formált üzenetekből születnek, és nem kerülnek pénzbe. A magyarországi gyakorlat annyiban más, hogy a pr-cikkekért a legtöbb esetben fizetni kell.
A pr-cikk mint szervezeti kommunikációs műfaj és módszer nagy előnye, hogy kölcsönös előnyökön alapuló kommunikációt testesít meg a kapcsolatok tudatos szervezése révén: célja az egyének, szervezetek és környezetük közötti megértés és bizalom megteremtése, fenntartása.

## Fogalmi problémák
A pr-cikk fogalma évtizedek óta jelen van a hazai médiában. A köznapi jelentése megegyezik a „fizetett cikkel”, illetve az elektronikus médiában a fizetett műsorral (riporttal, feature-rel). Lényegét tekintve azonban szöveges reklám, az elektronikus médiában reklámriport, rekláminterjú. A nemzetközi megnevezése általában „advertorial” (az advertisement és az editorial összevonásával kreált fogalommal jelölve), illetve számos ország törvényei „textreklám”-ként azonosítják az ilyen tartalmakat (pl. Svédország).
Ez a megnevezés súlyosan sérti a magyar pr-szakembereket, hiszen azt sugallja, hogy a „pr-cikk” (advertorial) a public relations tevékenység lényegi része. Ezzel szemben az igazság az, hogy a pr-cikk csupán a public relations és a reklám szakmák határterületén létezik.
Különösen árt a pr-szakmának, hogy a médiában megjelent sok színvonaltalan reklámfogalmazvány miatt a „pr-cikk” kifejezés az utóbbi időben  a  hitvány, igénytelen  kommunikáció szinonimájává lett.
A Magyar Public Relations Szövetség – azzal a szándékkal, hogy a hazai médiában, a marketingkommunikációban és a pr-szakmában elterjedt negatív szakmai gyakorlat ellen fellépjen – állásfoglalást tett közzé az úgynevezett pr-cikkekkel kapcsolatban.
A fizetett cikkek gyakorlata sérti az újságíró társadalmat is.  A Magyar Újságírók Országos Szövetsége már 1997-ben fellépett ez ellen a jelenség ellen. Állásfoglalásában ezt  írta: „A hazánkban jelenleg meglévő gyakorlatot a MÚOSZ elítéli. A  pr-cikkek megjelentetésének hazai gyakorlatát az újságolvasók, a tévénézők és a rádióhallgatók becsapásának tekintjük.” Jelen ajánlást elfogadta a MÚOSZ Kommunikációs és PR Szakosztálya 1997. március 1-én tartott Szakosztályülése.

## A pr-cikk megjelentetésének céljai
- megismertetni az adott szervezetet és tevékenységét, vagy részeredményeit a „közönséggel”;
- megváltoztatni a célcsoportoknak a szervezetről alkotott képét (a szervezet szempontjából) kedvezőbb irányba;
- esetleges későbbi érdeklődés felkeltése;
- érdekek képviselete.

## Mit tartalmazhat egy PR-cikk?
A cikk szó talán félrevezető lehet ebben az esetben, hiszen nem a nyomtatott sajtóról van szó, így itt jóval több féle tartalom megjeleníthető.
Amiket tartalmazhat:
- Szöveg
- Képek
- Audio/Podcast
- Videó
- Bemutató (pl.: Powerpoint – Tipp: Slideshare.com)
- Alkalmazást (pl: Kalkulátor)[5]

## A pr cikk felépítése, legfontosabb elemei
Cím: Talán a legfontosabb része a cikknek, hiszen legtöbbször ez motiválja majd a látogatókat, hogy olvassák el cikkét. Érdemes a célcsoportja egy olyan problémájából kiindulni, amelyet a cikkben említett termék/szolgáltatás megold. Továbbá, ha a cikk része a keresőoptimalizálási terveinek, akkor az adott kulcsszót is célszerű a címbe ágyazni (ebben az esetben azonban érdemes vigyázni a duplikált tartalomra).
Érdemes egy rövid összefoglalóval kezdeni, hogy azok is hozzájussanak az alapvető információkhoz, akik nem olvassák el a teljes cikket, illetve képet kapjanak arról, hogy az adott terméke/szolgáltatása mitől különleges, mitől más, és hol érhető el.
Egy rövid ismertető cégéről jól jöhet az image-építésben. Itt főleg szakértelméről, eddig elért eredményeiről, illetve arról érdemes említést tenni, hogy mindez milyen hasznára fog válni a potenciális üzlettársaknak.
A termékkel kapcsolatos statisztikák, vásárlói visszajelzések, jövőbeli tervek szintén értékes információk lehetnek. Természetesen olyanok, amelyek alátámasztják az adott termékkel/szolgáltatással kapcsolatos állításokat.
Érdemes szellősen, rövid, egyszerű, lényegre törő mondatokkal megfogalmazni a mondanivalót a könnyebb érthetőség érdekében, illetve felsorolásokat alkalmazni.
A célközönség említése szintén alapvető eleme kell, hogy legyen a cikknek. Kinek szól? Kinek a problémáit oldja meg a termék/szolgáltatás? Nekik miért ez a legjobb?
A termék/szolgáltatás használatával, szállítási, átfutási idejével is célszerű megismertetni az olvasót.Érdemes megemlíteni olyan tényeket, amikről nem biztos hogy a célcsoportnak van tudomása, de ugyanakkor fontosak az adott probléma megoldásához.Az érdeklődő pontosan hogyan juthat legegyszerűbben/leggyorsabban a termékhez, szolgáltatáshoz. Esetleg a cikk olvasása miatt akciósan, illetve, ezt az akciót hogyan tudja igénybe venni.
A cikk személyességéhez, illetve hitelességéhez hozzájárul az is, ha az elején, vagy a végén tartalmaz egy rövid hátteret a cikk írójáról (tapasztalat, eredmények, mióta dolgozik az adott iparágban stb.).